# Poboji Poljakov v Voliniji in vzhodni Galiciji
Poboji Poljakov v Voliniji in vzhodni Galiciji (poljsko rzeź wołyńska, slovensko volinski pokol, ukrajinsko Волинська трагедія, slovensko volinska tragedija) so bili poboji v vzhodnem delu okupirane Poljske. Izvajali so jih pripadniki Ukrajinske vstajniške armade (UVA) s podporo dela lokalnega ukrajinskega prebivalstva nad poljsko manjšino v Voliniji, vzhodni Galiciji, delu Polesja in Lublinski regiji od leta 1943 do 1945. Višek so dosegli julija in avgusta 1943. Večina žrtev so bile ženske in otroci. Veliko žrtev, ne glede na starost in spol,  je bilo pred smrtjo mučenih, posiljenih in razkosanih.  Število žtrtev se ocenjuje na 50.000 do 100.000.
Po mnenju Timothyja Snyderja je bilo etnično čiščenje ukrajinski poskus preprečiti povojni poljski državi, da bi uveljavila svojo suverenost nad območji z ukrajinsko večino, ki so bila del predvojne poljske države.
Henryk Komański in Szczepan Siekierka pišeta, da so bili umori neposredno povezani s politiko frakcije Stepana Bandere iz Organizacije ukrajinskih nacionalistov (OUN-B) in njene vojaške veje, Ukrajinske uporniške armade, katere cilj je bil določen na drugi konferenci OUN-B 17.–23. februarja 1943 (v nekaterih virih marca 1943). Vojska naj bi iz bodoče ukrajinske države očistila vse Neukrajince. Pokoli so pripeljali do širšega spopada med poljskimi in ukrajinskimi silami na nemško okupiranih ozemljih, pri čemer se je poljska domovinska vojska v Voliniji odzvala na ukrajinske napade v veliko manjšem obsegu.
Poljski Inštitut za nacionalni spomin je leta 2008 poboje, ki so jih zagrešili ukrajinski nacionalisti nad Poljaki v Voliniji in Galiciji, označil za izrazito genocidne. Poljski parlament je 22. julija 2016 sprejel resolucijo, s katero je poboje priznal kot genocid. Ukrajinski in nekateri nepoljski zgodovinarji oporekajo tej klasifikaciji. Glede na članek iz leta 2016 v Slavic Review obstaja »strokovno soglasje, da je šlo v tem primeru za etnično čiščenje in ne za  genocid". Četudi so bile poljske družine najštevilčnejša etnična manjšina in ponekod večinska glavna tarča pobojev, so bile žrtve tudi Judje, Rusi, Čehi, Gruzinci in vsi Ukrajinci, ki so bili del poljskih družin ali so nasprotovali UPA in sabotirali genocid s skrivanjem poljskih ubežnikov.

## Ozadje

### Medvojno obdobje v Drugi poljski republiki
Volinija je bila do sovjetske invazije na Poljsko leta 1939  del Druge poljske republike. Po besedah zgodovinarja Timothyja Snyderja je bila med letoma 1928 in 1938 »prizorišče ene najbolj ambicioznih politik strpnosti v vzhodni Evropi«. S podpiranjem ukrajinske kulture, verske avtonomije in ukrajinizacije pravoslavne cerkve so Józef Piłsudski in njegovi zavezniki želeli doseči ukrajinsko lojalnost poljski državi in zmanjšati sovjetski vpliv v obmejni regiji. Ta pristop je bil po smrti Piłsudskega leta 1935 postopoma opuščen kot posledica porasta radikalnega ukrajinskega nacionalizma.
Leta 1929 je bila na Dunaju  ustanovljena Organizacija ukrajinskih nacionalistov (OUN) kot rezultat združevanja radikalnih nacionalističnih in skrajno desničarskih organizacij, vključno z Zvezo ukrajinskih fašistov. Organizacija je sprožila kampanjo terorja na Poljskem, ki je vključevala atentate na vidne poljske politike, kot je bil notranji minister Bronisław Pieracki, ter poljske in ukrajinske zmerneže, kot je bil Tadeusz Hołówko. 
Teroristična kampanja in državljanski nemiri na galicijskem podeželju so pripeljali do tega, da je poljska policija v prizadevanju za »pomiritev« regije uvedla politiko kolektivne odgovornosti lokalnih Ukrajincev, rušenje ukrajinskih centrov skupnosti in knjižnic, zaplembo lastnine in pridelkov ter pretepanje protestnikov. Ukrajinski parlamentarci so bili v hišnem priporu, da bi jim preprečili udeležbo na volitvah, njihovi volivci pa so bili terorizirani, da so glasovali za poljske kandidate. Položaj Ukrajincev, protesti in pacifikacija so vzbudili pozornost Društva narodov, Poljsko pa so obsodili evropski politiki. Tekoča politika Poljske je privedla do poglabljanja etničnih razkolov na tem območju.
Volinija je postala prizorišče vse bolj nasilnih konfliktov, s poljsko policijo na eni strani in zahodnoukrajinskimi komunisti, ki so jih podpirali številni nezadovoljni ukrajinski kmetje na drugi strani. Komunisti so organizirali stavke, v letih 1935–1936 ubili najmanj 31 domnevnih policijskih informatorjev in začel ubijati lokalne ukrajinske uradnike zaradi »kolaboracije« s poljsko državo. Policija je izvajala množične aretacije, poročala o umoru 18 komunistov leta 1935 in v strelskih spopadih in med aretacijami leta  1936 ubila najmanj 31 ljudi.
Od začetka leta 1937 je poljska vlada v Voliniji začela aktivno kampanjo za uporabo vere kot orodja za polonizacijo in spreobrnitev pravoslavnega prebivalstva v rimokatoliško vero. Več kot 190 pravoslavnih cerkva je bilo uničenih in 150 spremenjenih v rimskokatoliške. Preostale pravoslavne cerkve so bile prisiljene v svojih pridigah uporabljati poljski jezik. Avgusta 1939 je bila zadnja preostala pravoslavna cerkev v volinskem glavnem mestu Luck z dekretom poljske vlade spremenjena v rimskokatoliško cerkev.
Med letoma 1921 in 1938 je Poljska spodbudila na tisoče poljskih kolonistov in vojnih veteranov, da so se naselili na podeželje Volinije in Galicije, kar je še povečalo že precejšnje število poljskega, judovskega, nemškega in armenskega mestnega prebivalstva v obeh regijah, tam prisotnega že od 14. stoletja. Nova naselja so bila zgrajena na območjih brez komunalne infrastrukture, cest in železniških povezav. Število prebivalcev v 3.500 novih naseljih je kljub velikim težavam do leta 1939 v Voliniji doseglo številko 17.700. Po poljskem popisu prebivalstva leta 1931 je v Vzhodni Galiciji ukrajinski jezik govorilo 52 % prebivalcev, poljski 40 % in jidiš 7 %. V Wołynu (Volinija) je ukrajinski jezik govorilo 68 % prebivalcev, poljsko  17 %, jidiš 10 %, nemško 2 %, češko 2 % in rusko 1 %. Prisotnost novih naseljencev je še dodatno podžgala protipoljsko razpoloženje med lokalnimi Ukrajinci.
Ostra politika Druge poljske republike je bila pogosto odgovor na nasilje OUN-B, vendar je prispevala k nadaljnjemu poslabšanju odnosov med obema etničnima skupinama. Med letoma 1934 in 1938 je bila v drugih delih Poljske izvedena vrsta nasilnih napadov na Ukrajince, včasih tudi s smrtnimi žrtvami.
Nekatere nove politike, ki so povzročile zatiranje ukrajinskega jezika, kulture in vere, so bile uvedene tudi v Volinskem vojvodstvu, antagonizem pa se je stopnjeval.  Čeprav je okoli 68 % prebivalcev vojvodstva govorilo ukrajinščino kot svoj prvi jezik, so bili praktično vsi državni in upravni položaji, vključno s policijo, dodeljeni Poljakom.
Jeffrey Burds z Northeastern University meni, da je imelo etnično čiščenje Poljakov, ki je izbruhnilo med drugo svetovno vojno v Galiciji in Voliniji, korenine prav v tem obdobju.
Ukrajinsko prebivalstvo je bilo ogorčeno nad politiko poljske vlade. Poljsko poročilo o ljudskem razpoloženju v Voliniji omenja komentar mladega Ukrajinca iz oktobra 1938: »Z vami bomo okrasili naše stebre in z vašimi ženami naša drevesa«.
Do začetka druge svetovne vojne je članstvo OUN naraslo na 20.000 aktivnih članov, število privržencev pa je bilo še nekajkrat večje.

### Druga svetovna vojna
1.	septembra 1939 se je z nemško invazijo na Poljsko začela druga svetovna vojna. V skladu s tajnim sporazumom  Molotov–Ribbentrop je zahodni del države okupirala Nemčija, vzhodnega pa Sovjetska zveza. Volinijo so Sovjeti razdelili na oblast Rovno in Volin znotraj Ukrajinske SSR. Po priključitvi je sovjetski NKVD začel odstranjevati pretežno poljski srednji in višji sloj, vključno z družbenimi aktivisti in vojaškimi poveljniki. Med letoma 1939 in 1941 so sovjetske oblasti v Sibirijo deportirale okoli 200.000 Poljakov. Veliko poljskih vojnih ujetnikov je bilo deportiranih v vzhodno Ukrajino, kjer so jih večino usmrtili v kleteh uradov NKVD v Harkovu. Ocene števila poljskih državljanov, preseljenih v Sovjetsko zvezo, se gibljejo od 1,2 do 1,7 milijona. Več deset tisoč Poljakov je zbežalo iz sovjetskega okupacijskega območja na območje pod nadzorom Nemcev.  Deportacije in umori so Poljakom odvzeli njihove voditelje.
Med sovjetsko okupacijo so poljske člane lokalne uprave zamenjali Ukrajinci in Judje. Sovjetska oblast je spodkopavala tudi ukrajinsko gibanje za neodvisnost. Vse lokalne ukrajinske politične stranke so bile ukinjene. Med 20.000 in 30.000 ukrajinskih aktivistov je zbežalo na nemško okupirano ozemlje, večino tistih, ki niso pobegnili, pa so aretirali. Dmitra Levickega, vodjo zmerne leve Ukrajinske demokratske zveze in ukrajinske delegacije v predvojnem poljskem parlamentu in številne njegove kolege, na primer, so aretirali in odpeljali v Moskvo in zanje se ni več slišalo. Eliminacija posameznikov, organizacij in strank, ki so zastopale zmerne ali liberalne politične težnje znotraj ukrajinske družbe, je skrajni Organizaciji ukrajinskih nacionalistov, ki je delovala v ilegali, omogočila, da je ostala  edina organizirana politična stranka med zahodnimi Ukrajinci.
22. junija 1941 so ozemlja vzhodne Poljske, ki jih je zasedla Sovjetska zveza, napadle nemške, slovaške in madžarske sile. V Voliniji se je Rdeča armada napadu upirala le nekaj dni. 30. junija 1941 so se Sovjeti umaknili proti vzhodu in Volinjo so zavzeli Nemci s podporo ukrajinskih nacionalistov, ki so izvajali sabotaže. OUN je organizirala ukrajinsko ljudsko milico, ki je uprizarjala pogrome in pomagala Nemcem zbirati in usmrtiti Poljake, Jude in tiste, ki so veljali za komunistične ali sovjetske aktiviste. Vse to se je dogajalo predvsem v Lvovu, Stanislavovu, Korostnu in Sokalu.
Leta 1941 sta folksdojčerska kapoja v Auschwitzu umorila dva brata ukrajinskega voditelja Stepana Bandere. V Helminski regiji so Poljaki zaradi sodelovanja z nemškimi oblastmi ubili 394 voditeljev ukrajinske skupnosti. V prvem letu nemške okupacije je OUN pozivala svoje člane, naj se pridružijo nemškim policijskim enotam. Izurjeni v uporabi orožja so pomagali nemškim SS enotam pri pomoru približno 200.000 volinskih Judov. Delež ukrajinske policije v neposrednih pobojih Judov je bil majhen, ker je imela predvsem podporno vlogo, od Nemcev pa se je naučila uporabljati genocidne tehnike: podrobno in dodelano načrtovanje ter skrbno izbiro kraja, dajanje lažnih zagotovil lokalnemu prebivalstvu pred njihovim uničenjem ter nenadno obkolitev in množično pobijanje. Usposabljanje, ki ga je bila UPA deležna leta 1942, pojasnjuje, kako je lahko leta 1943 učinkovito pobila Poljake.

## Poboji

### Načrtovanje
Odločitve, ki so privedle do pokola Poljakov v Voliniji in njihovo izvajanje, je mogoče pripisati predvsem ekstremistični banderovski frakciji OUN (OUN-B) in ne drugim ukrajinskim političnim ali vojaškim skupinam. Ideologija OUN-B je vključevala naslednje ideje: integralni nacionalizem s čisto nacionalno državo in nacionalnim jezikom, poveličevanje nasilja in oboroženega boja naroda proti drugemu narodu in totalitarizem, v katerem mora narodu vladati ena oseba in ena politična stranka. Medtem ko je zmerna Melnikova frakcija OUN-M občudovala ideje Mussolinijevega fašizma, je bolj skrajna banderovska frakcija OUN-B občudovala ideje nacizma.
V času ustanovitve OUN je bila med Ukrajinci najbolj priljubljena politična stranka Ukrajinsko nacionalno demokratsko zavezništvo, ki je nasprotovala poljski oblasti, vendar je pozivala k miroljubnim in demokratičnim sredstvom za dosego neodvisnosti od Poljske. OUN je bilo prvotno obrobno gibanje v zahodni Ukrajini, ki so ga zaradi njegovega nasilja obsodile glavne osebnosti iz ukrajinske družbe, kot je bil vodja ukrajinske grškokatoliške cerkve metropolit Andrij Šepticki, ki je o vodstvu OUN zapisal: »Kdor demoralizira našo mladino, je zločinec in sovražnik našega ljudstva«. K povečanju priljubljenosti OUN-B in končno do monopola nad oblastjo v ukrajinski družbi, nujnih pogojev za izvedbo pobojev, je prispevalo več dejavnikov.
Samo ena skupina ukrajinskih nacionalistov, OUN-B pod vodstvom Mikole Lebeda in nato Romana Šuheviča, je imela namen etnično očistiti Volinijo. Taras Bulba-Borovec, ustanovitelj Ukrajinske ljudske revolucionarne armade, je zavrnil njihovo idejo in obsodil protipoljske pokole, ko so se začeli.
  Vodstvo OUN-M leta 1943 ni verjelo, da je takšna operacija koristna.
Po Hitlerjevem napadu na Sovjetsko zvezo sta tako poljska vlada v izgnanstvu kot ukrajinska OUN-B razmišljali o možnosti, da bi v primeru vzajemno izčrpajoče vojne med Nemčijo in Sovjetsko zvezo regija lahko postala prizorišče konflikta med Poljaki in Ukrajinci. Poljska vlada v izgnanstvu, ki je želela, da se regija vrne Poljski, je kot del svojega splošnega načrta za prihodnjo protinemško vstajo načrtovala tudi hiter oborožen prevzem ukrajinskega ozemlja. Njeno stališče je še okrepilo sodelovanje OUN z nacisti, tako da leta 1943 ni bilo več nobenega razumevanja med Poljsko domovinsko armado in OUN.
V vzhodni Galiciji so se  nasprotja med Poljaki in Ukrajinci pod nemško okupacijo še okrepila. Ko so zaznali sodelovanje Ukrajincev s sovjetsko vlado v letih 1939–1941 in nato z Nemci, so lokalni Poljaki  na splošno menili, da je treba Ukrajince odstraniti s svojega ozemlja. Julija 1942 je memorandum štaba domače vojske v Lvovu priporočal, da se med 1 milijon in 1,5 milijona Ukrajincev deportira iz Galicije in Volinije v Sovjetsko zvezo, ostali pa se razkropijo po Poljski. Predlogi o omejeni ukrajinski avtonomiji, o katerih sta razpravljali Domovinska armada v Varšavi in poljska vlada v izgnanstvu v Londonu, niso našli podpore med lokalnimi Poljaki. V začetku leta 1943 je poljsko podtalno gibanje začelo razmišljati o možnosti zbližanja z Ukrajinci, kar se je izkazalo za neuspešno, saj nobena stran ni bila pripravljena odstopiti od svoje zahteve po Lvovu.
Že pred vojno se je OUN držala konceptov integralnega nacionalizma v njegovi totalitarni obliki, po kateri je ukrajinska državnost zahtevala etnično homogenost, poljskega sovražnika pa bi bilo mogoče premagati le z odstranitvijo  Poljakov z ukrajinskih ozemelj. Z vidika OUN-B so bili Judje že odstranjeni, Rusi in Nemci so v Ukrajini le začasno, Poljake pa bi bilo treba nasilno odstraniti. OUN-B je začela verjeti, da mora ukrepati hitro, dokler območje še nadzorujejo Nemci, saj bi s tem preprečila prihodnja poljska prizadevanja za vzpostavitev predvojnih meja Poljske. Posledica tega je bila, da so se lokalni poveljniki OUN-B v Voliniji in Galiciji, če ne samo vodstvo OUN-B, odločili, da je treba začeti etnično čiščenje Poljakov s tega območja, če bo potrebno tudi s terorjem in umori.
Tako poljska kot ukrajinska podtalna poročila dokazujejo, da so bile sprva edina večja skrb ukrajinskih nacionalistov močne sovjetske partizanske enote, ki so delovale na tem območju. Skupine so bile sestavljene večinoma iz sovjetskih vojakov in so se sprva specializirale za napade na lokalna naselja, kar je vznemirjalo tako OUN kot lokalne poljske samoobrambne enote, ki so zato pričakovale povečanje nemškega terorja. Pomisleki so se uresničili, saj so Nemci kmalu začeli »pacificirati« cele vasi v Voliniji kot maščevanje za resnično ali domnevno podporo sovjetskim partizanom. Poljsko zgodovinopisje je večino povračilnih akcij pripisalo ukrajinskim nacionalistom, vendar so jih v resnici izvajale ukrajinske pomožne policijske enote pod neposrednim nadzorom Nemcev. Eden najbolj znanih primerov je bila pacifikacija Obórki, vasi v okrožju Luck, 13. in 14. novembra 1942. Večino akcije je izvedla ukrajinska okupacijska policija, umore 53 poljskih vaščanov pa so zagrešil večinoma Nemci, ki so nadzirali operacijo.
OUN-B dolge mesece leta 1942 ni mogla obvladovati stanja v Voliniji, kjer so poleg sovjetskih partizanov kot odgovor na rast nemškega terorja začele nastajati tudi številne neodvisne ukrajinske samoobrambne skupine. Prve vojaške skupine OUN-B so bile ustanovljene v Voliniji jeseni 1942, s ciljem podrediti druge neodvisne odporniške skupine. Do februarja 1943 je OUN začela politiko ubijanja poljskih civilistov kot način reševanja poljskega vprašanja v Ukrajini. Spomladi 1943 so se partizani OUN-B začeli imenovati Ukrajinska vstajniška vojska (UVV) in uporabljati prejšnje ime Ukrajinske ljudske revolucionarne armade, druge ukrajinske skupine, ki je leta 1942 delovala na tem območju. Marca 1943 je približno 5.000 ukrajinskih policistov z orožjem prebegnilo in se pridružilo UPA. Dobro izurjena in oborožena skupina je prispevala k temu, da je UPA dosegla prevlado nad drugimi ukrajinskimi skupinami, dejavnimi v Voliniji. ]  Novonastalim silam OUN-B je kmalu uspelu uspelo uničiti ali absorbirati druge ukrajinske skupine v Voliniji, vključno s štirimi enotami OUN-M in Ukrajinsko ljudsko revolucionarno armado. Po besedah Timothyja Snyderja so partizani banderovske frakcije spotoma pobili na desettisoče Ukrajincev zaradi domnevnih povezav z Melnikom ali Bulba-Borovecom. OUN-B je sprejela ukrepe za likvidacijo »tujih elementov« in jih podkrepila s plakati in letaki, ki so Ukrajince pozivali k ubijanju Poljakov. Svojo prevlado, zagotovljeno spomladi 1943, ko je UPA od Nemcev pridobila nadzor nad Volinijo, je UPA začela z obsežnimi operacijami proti poljskemu prebivalstvu.

### Volinija
Od leta 1939 do 1943 se je število Poljakov v Voliniji zmanjšalo na približno 8 % prebivalstva oziroma okoli 200.000 ljudi. S sovjetskimi deportacijami so bili Poljaki razpršeni po podeželju in ostali brez svoje elite, svoje lokalne partizanske vojske ali državne oblasti. Zaščitili bi jih lahko samo Nemci.
9. februarja 1943 se je skupina UPA pod poveljstvom Grigorija Perehinjaka pretvarjala, da so sovjetski partizani, in napadla naselje Parośle v okrožju Sarni, kar se šteje za prvi množični umor, ki ga je zagrešila UPA na tem območju. Ocene števila žrtev se gibljejo od 149 do 173.
Leta 1943 so bili organizirani poboji na zahodu. Začeli so se marca v okrožjih Kostopol in Sarni. Aprila so se preselili na območje Krzemieniec, Rivne, Dubno in Lutsk. UPA je konec marca in v začetku aprila 1943 ubila približno 7.000 neoboroženih moških, žensk in otrok.
V noči z 22. na 23. april so ukrajinske skupine, ki jim je poveljeval Ivan Litvinčuk (alias Dubovi), napadle naselje Janowa Dolina, pri čemer so ubile 600 ljudi in požgale celo vas. Redki preživeli so bili večinoma ljudje, ki so našli zatočišče pri prijateljskih ukrajinskih družinah. V enem od pokolov, v vasi Lipniki, je bila med približno 180 ubitimi tudi skoraj celotna družina Mirosława Hermaszewskega, edinega poljskega kozmonavta Med napadom na Kisielin so napadalci umorili stare starše skladatelja Krzesimirja Dębskega. Starši so preživeli, ker so se zatekli k prijazni ukrajinski družini.
V drugem pokolu, o katerem poroča UPA, sta bili v regiji Szumski in Nowa Nowica v Webski regiji likvidirani poljski koloniji Kuty zaradi sodelovanja z Gestapom in nemškimi oblastmi. Po podatkih v poljskih virih je samoobrambni enoti Kuty uspelo odbiti napad UPA, vendar je padlo najmanj 53 Poljakov. Preostali prebivalci so se odločili, da v spremstvu Nemcev zapustijo vas. Maksim Skorupski, eden od poveljnikov UPA, je v svojem dnevniku zapisal: »Od naše akcije na Kuty se je dan za dnem po sončnem zahodu nebo kopalo v žaru požara. Poljske vasi so gorele«.
Do junija 1943 so se napadi razširili na okraje Kowel, Włodzimierz Wołyński in Horochów ter avgusta v okrožje Luboml. Sovjetska zmaga v bitki pri Kursku je bila spodbuda za stopnjevanje pobojev junija in avgusta 1943, ko je etnično čiščenje doseglo vrhunec. Junija 1943 je Dmitro Kljačkivski, poveljnik UPA-Sever, izdal tajno direktivo, ki se glasi:
»Morali bi izvesti veliko akcijo likvidacije poljskega elementa. Ob umiku nemške vojske bi morali izkoristiti ta ugoden trenutek za likvidacijo celotne moške populacije v starosti od 16 do 60 let. Tega boja ne smemo izgubiti in moramo za vsako ceno oslabiti poljske sile. Vasi in naselja, ki ležijo ob prostranih gozdovih, bi morala izginiti z obličja zemlje«.
Večina žrtev so bile ženske in otroci. Sredi leta 1943 so Poljaki po valu pobojev poljskih civilistov poskušali začeti pogajanja z UPA. Dva delegata poljske vlade v izgnanstvu in domovinske vojske, Zygmunt Rumel in Krzysztof Markiewicz, sta se poskušala pogajati z voditelji UPA, vendar sta bila ujeta in 10. julija 1943 umorjena v vasi Kustycze. Nekateri viri trdijo, da so ju pred smrtjo mučili.
Naslednji dan, 11. julij 1943, velja za najbolj krvav dan pokolov. Tega dne so enote  UPA korakale od vasi do vasi  in pobijajo poljske civiliste v okrajih Kowel, Horochow in Włodzimierz Wołyński. Dogodki so se začeli ob 3. uri zjutraj.  Poljaki so imeli malo možnosti za beg. Po pobojih so bile poljske vasi požgane do tal. Po besedah  redkih preživelih je bila akcija skrbno pripravljena. Nekaj dni pred pokoli je bilo v ukrajinskih vaseh več srečanj, na katerih so člani UPA vaščanom povedali, da je potreben poboj  vseh Poljakov. 11. julija 1943 so Ukrajinci napadli 167 naselij in vasi. V nekaj dneh je bilo nedoločeno število poljskih vasi popolnoma uničenih in njihovo prebivalstvo pomorjeno. V poljski vasi Gurow je od 480 prebivalcev preživelo le 70; v naselju Orzeszyn je UPA pobila 306 od 340 Poljakov; v vasi Sadowa je od 600 poljskih prebivalcev preživelo le 20; v Zagaju je od 350 Poljakov preživelo le nekaj. Val pobojev je trajal pet dni do 16. julija. UPA je nadaljevala z etničnim čiščenjem, zlasti na podeželju, dokler večina Poljakov ni bila deportirana, pobita ali izgnana. Skrbno načrtovane akcije so izvajale številne in dobro usklajene enote.
Avgusta 1943 so požgali poljsko vas Gaj pri Kovelju in pobili okoli 600 ljudi. V vasi Wola Ostrowiecka je bilo ubitih 529 ljudi, med njimi 220 otrok, mlajših od 14 let, v vasi Ostrowka pa 438 ljudi, med njimi 246 otrok. Septembra 1992 so v teh vaseh izvedli ekshumacije in potrdili število mrtvih.
Istega meseca je UPA v vse poljske vasi namestila obvestila:  »V 48 urah odidite preko reke Bug ali reke San – sicer smrt.« Ukrajinski napadalci so svoje akcije omejili na vasi in naselja in niso napadali mest.
Umorom je nasprotoval Ukrajinski centralni komite pod vodstvom Volodimirja Kubijoviča. Kot odgovor so enote UPA ubile predstavnike Ukrajinskega centralnega komiteja in ukrajinskega katoliškega duhovnika, ki je s prižnice prebral poziv Ukrajinskega centralnega komiteja.
Poljski zgodovinar Władysław Filar, ki je bil priča pobojem, navaja številne izjave ukrajinskih častnikov, ko so o svojih dejanjih poročali voditeljem UPA-OUN. Konec septembra 1943, na primer, je poveljnik »Lysyi« pisal štabu OUN: »Dne 29. septembra 1943 sem izvedel akcijo v vaseh Wola Ostrowiecka Ostrivky. Likvidiral sem vse Poljake, začenši z najmlajšimi. Potem so bile vse zgradbe požgane in vse blago zaplenjeno«. Tega dne je bilo v Woli Ostrowiecki umorjenih 529 Poljakov, od tega 220 otrok, mlajših od 14 let, v Ostrówki pa so Ukrajinci ubili 438 ljudi, od tega 246 otrok.

### Vzhodna Galicija
Konec leta 1943 in v začetku leta 1944, potem ko je bila večina Poljakov v Voliniji bodisi umorjenih bodisi so pobegnili, se je konflikt razširil na sosednjo Galicijo z večinski ukrajinskim prebivalstvom, vendar znatno poljsko mmanjšino. Za razliko od Volinije, kjer so bile poljske vasi običajno uničene in njihovi prebivalci pomorjeni brez opozorila, so imeli v vzhodni Galiciji Poljaki včasih možnost izbire ali  pobegniti ali tvegati življenje. Ukaz poveljnika UPA v Galiciji se je glasil: »Še enkrat vas opominjam: najprej pozovite Poljake, naj zapustijo svojo zemljo in jih šele nato likvidirajte, ne obratno«. Sprememba taktike je skupaj z boljšo poljsko samoobrambo in demografskim ravnovesjem, bolj ugodnim za Poljake, povzročila znatno nižje število smrtnih žrtev med Poljaki v Galiciji kot v Voliniji. Metode, ki so jih uporabljali ukrajinski nacionalisti na tem območju, so bile enake: zbiranje in pobijanje vseh poljskih prebivalcev vasi ter nato plenjenje vasi in požig do tal.
28. februarja 1944 je bilo v vasi Korosciatyn ubitih 135 Poljakov. Žrtve je kasneje preštel lokalni rimskokatoliški duhovnik Mieczysław Kamiński. Jan Zaleski, priča pokola, je v svojem dnevniku zapisal: »Pokol je trajal skoraj vso noč. Slišali smo strašne krike, rjovenje živine, ki je gorela živa, streljanje. Zdelo se je, da je svojo dejavnost začel sam Antikrist«. Kamiński je trdil, da je v Koropiecu, kjer pravzaprav niso umorili nobenega Poljaka, lokalni grkokatoliški duhovnik v zvezi z mešanimi poljsko-ukrajinskimi družinami s prižnice razglasil: »Mati, dojiš sovražnika – zadavi ga«. Med desetinami poljskih vasi, katerih prebivalci so bili pomorjeni in vse zgradbe požgane, so bile tudi Berezowica blizu Zbaraza, Ihrowica pri Ternopilu, Plotych, pri Ternopilu, Podkamen pri Brodih ter Hanachiv in Hanachivka pri  Przemyślanih.
Roman Šuhevič, poveljnik UPA, je v svojem ukazu z dne 25. februarja 1944 zapisal: »Glede na uspeh sovjetskih sil je treba pospešiti likvidacijo Poljakov, popolnoma jih je treba izbrisati, njihove vasi požgati. Uničiti je treba le poljsko prebivalstvo«.
Eden od najbolj zloglasnih pobojev se je zgodil 28. februarja 1944 v poljski vasi Huta Pieniacka z več kot 1000 prebivalci. Vas je služila kot zatočišče za begunce, vključno s poljskimi Judi, pa tudi kot oporišče za okrevanje poljskih in sovjetskih partizanov. Tam je delovala tudi enota poljske domovinske armade. Pozimi 1944 je bila v vasi dva tedna stacionirana sovjetska partizanska enota s 1000 partizani. Vaščani Hute Pieniacke, čeprav revni, so organizirali dobro organizirano in oboroženo samoobrambno enoto, ki je 23. februarja 1944 odbila ukrajinski in nemški izvidniški napad. Dva vojaka 1. grenadirske divizije Waffen SS Galicija so vaščani ubili in enega ranili.  28. februarja je vas napadlo 500–600  vojakov ukrajinske 14. SS divizije iz Brodyja s pomočjo skupine civilnih nacionalistov. Morilski pohod je trajal ves dan. Kazimierza Wojciechowskega, poveljnika poljske samoobrambne enote, so na glavnem trgu polili z bencinom in živega zažgali. Vas so požgali  in vse njene  prebivalce pobili. Civiliste, večinoma ženske in otroke, so zbrali pri cerkvi, po skupinah zaprli v hleve in hleve zažgali. Ocene žrtev v pokolu v Huti Pieniacki se gibljejo od 500 (ukrajinski arhivi), do več kot 1.000  (Tadeusz Piotrowski) in 1.200 (Sol Littman). Po preiskavi IPN je zločin zagrešil 4. bataljon ukrajinske 14. SS divizije ob podpori enot UPA in lokalnih ukrajinskih civilistov.
Vojaški časopis ukrajinske 14. SS divizije je obsodil pobijanje Poljakov. V članku z dne 2. marca 1944, naslovljenem na ukrajinsko mladino, ki so ga napisali vojaški voditelji, so za pomore Poljakov in Ukrajincev krivili sovjetske partizane in zapisali: »Če bi bila, bog ne daj, med tistimi, ki so zagrešili tako nečloveška dejanja, najdena ukrajinska roka, bo za vedno izključena iz ukrajinske narodne skupnosti«. Nekateri zgodovinarji zanikajo vlogo ukrajinske 14. SS divizije pri pobojih in jih v celoti pripisujejo nemškim enotam, drugi pa se s tem ne strinjajo. Po besedah zgodovinarja z Yala Timothyja Snyderja je bila vloga ukrajinske 14. SS divizije pri etničnem čiščenju Poljakov iz zahodne Ukrajine obrobna.
Vas Pidkamin (Podkamień) blizu Brodov je bila zatočišče Poljakov, ki so se skrivali v tamkajšnjem dominikanskem samostanu. Ko so sredi marca 1944 samostan napadle enote UPA, ki jih je Poljska domovinska vojska obtožila sodelovanja z ukrajinsko SS, je tam živelo okoli 2000 ljudi, večinoma žensk in otrok. Ubitih je bilo več kot 250 Poljakov. V bližnji vasi Palikrovy je bilo ubitih 300 Poljakov, 20 v Maliniski in 16 v Černiciji. Oborožene ukrajinske skupine so uničile samostan in pokradle vse dragocenosti. Ostala je samo slika Marije iz Pidkamina, ki jo danes hranijo v cerkvi sv. Vojteha v Vroclavu. Po besedah Kiričuka so se tam avgusta 1943 zgodili prvi napadi na Poljake, verjetno delo enot UPA iz Volinije. V maščevanju so Poljaki ubili pomembne Ukrajince, vključno z Lastowieckym, ukrajinskim zdravnikom iz Lvova,  in Wowczyszynom, priljubljenim nogometašem iz Przemyśla. 
Do konca poletja so v vzhodni Galiciji potekala množična teroristična dejanja proti Poljakom pod sloganom »Poljaki za Sanom«, da bi jih prisilili, da se preselijo na zahodni breg reke San. Snyder ocenjuje, da je bilo v Galiciji ubitih 25.000 Poljakov.  Grzegorz Motyka število žrtev ocenjuje na 30.000–40.000.
Ko je Rdeča armada zasedla ta območja, se pobijanje ni ustavilo. Leta 1945 so se pokoli dogajali v več krajih, tudi v  Czerwonogrodu (ukrajinsko Irkiv), kjer je bilo 2. februarja 1945 umorjenih 60 Poljakov, ki bi morali biti naslednji dan preseljeni na osvobojena ozemlja.
Do jeseni 1944 so se protipoljske akcije ustavile. Teror se je izvajal samo proti tistim, ki so sodelovali z NKVD. UPA je kljub temu konec leta 1944 ali v začetku leta 1945 v Ternopilski regiji izvedla zadnjo množično protipoljsko akcijo. V noči s 5. na 6. februar 1945 so ukrajinske skupine napadle poljsko vas Barysz blizu Buchacha in ubile 126 Poljakov, vključno z ženskami in otroki. Nekaj dni pozneje, 12.–13. februarja, je lokalna skupina OUN pod vodstvom Petra Hamčuka napadla poljsko naselje Puźniki, ubila okoli 100 ljudi in požgala hiše. Večina tistih, ki so preživeli, se je preselila v Niemysłowice pri Prudniku v Šleziji.
Približno 150 do 366 ukrajinskih in nekaj poljskih prebivalcev Pawekome je 3. marca 1945 ubila enota nekdanje poljske domovinska armade,  ki so ji pomagale poljske samoobrambne skupine iz bližnjih vasi. Pokol naj bi bil maščevanje za prejšnje domnevne umore ukrajinske uporniške vojske 9 ali 11 Poljakov v Pawekomi in nedoločeno število Poljakov, ki jih je UPA ubila v sosednjih vaseh.

### Grozodejstva
Poboje Poljakov v Voliniji in vzhodni Galiciji sta spremljala skrajni sadizmem in brutalnost. Posilstva, mučenje in pohabljanje so bili običajni. Poljake so žive sežigali, odirali, nabijali na kol, križali, razkosavali in obglavljali. Ženske so skupinsko posiljevali in jim rezali prsi, otroke razsekali s sekirami, dojenčke nabadali na bajonete in vile ali udarjali ob drevesa.
Grozodejstva so se izvajala brez razlikovanja in brez zadržkov. Žrtve, ne glede na njihovo starost ali spol, so rutinsko mučili do smrti. Ukaz OUN z začetka leta 1944 se glasi:
»Zabrišite vse poljske sledi. Uničite vse zidove v katoliških cerkvah in drugih poljskih molilnicah. Uničite sadovnjake in drevesa na dvoriščih, da ne bo sledi, da je tam kdo živel... Bodite pozorni na to: če bo ostalo kaj poljskega, bodo imeli Poljaki pretenzije na našo zemljo«.
Ukaz poveljnika UPA z dne 6. aprila 1944 se glasi: 
»Neusmiljeno se borite z njimi [Poljaki]. Nikomur naj ne bo prizanešeno, tudi v primeru mešanih zakonov ne.«
Po mnenju poljskega zgodovinarja Piotra Łossowskega je bila metoda, uporabljena pri večini napadov, enaka. Poljakom so zagotavljali, da se jim ne bo nič zgodilo, potem pa so vas ob svitu obkolili oboroženi pripadniki UPA. Kmetje so se jim lahko uprli samo s kmečkim orodjem. Ukrajinci so pobili vse, ki so jih srečali. Večino so ubili na njihovih domovih, včasih pa so jih nagnali v cerkve ali hleve, ki so jih nato zažgali. Veliko ljudi so zmetali v vodnjake. Pobite so nato pokopali v plitvih množičnih grobovih. Po pokolu so vas izropali, vključno z obleko, žitom in pohištvom. Zadnje dejanje napada je bil požig celotne vasi.
Za poboje je morda pretirano reči, da so uživali splošno podporo Ukrajincev, brez široke podpore lokalnih Ukrajincev pa vsekakor ne bi bili mogoči. Ukrajinski kmetje, ki so sodelovali pri pobojih, so ustanovili svoje skupine, tako imenovane SKV (ukrajinsko Самооборонні Кущові Відділи, Samooboronni kuščovi  viddili). Številne njihove žrtve, ki so veljale za Poljake, je SKV umoril skupaj z drugimi, čeprav niso znali govoriti poljsko.
Nasilje je doseglo vrhunec 11. julija 1943, ki je mnogim Poljakom znan kot »krvava nedelja«. UPA je tistega dne izvedla napade na 100 poljskih vasi v Voliniji, jih požgala do tal ter pobila približno 8.000 poljskih moških, žensk in otrok, vključno z bolniki in medicinskimi sestrami bolnišnice. Te in druge napade bi lahko kadar koli zaustavili Nemci, ki so bili v nekaterih primerih nameščeni v garnizijah v napadenih vaseh ali blizu njih, vendar so nemški vojaki dobili ukaz, naj ne posredujejo. V nekaterih primerih so se nemški vojaki in častniki celo dogovorili z UPA in jim dali orožje in drugo v zameno za del plena, odvzetega Poljakom.
Ukrajincem v narodnostno mešanih naseljih so bile ponujene materialne spodbude, da bi se pridružili pokolu svojih sosedov, ali pa jih je varnostna služba UPA posvarila, naj ponoči zbežijo. Vse preostale prebivalce so ob zori pobili. Številni Ukrajinci so tvegali in ostali in v nekaterih primerih izgubili življenje, ker so poskušali zaščititi ali opozoriti Poljake. Takšno ravnanje  je UPA obravnavala kot kolaboracijo s sovražnikom in ga strogo kaznovala. Leta 2007 je Poljski inštitut za nacionalni spomin objavil dokument Kresowa Księga Sprawiedliwych 1939 – 1945 (Knjiga pravičnikov). Avtor knjige, zgodovinar IPN Romuald Niedzielko, je dokumentiral 1341 primerov, v katerih so ukrajinski civilisti pomagali svojim poljskim sosedom, zaradi česar je UPA usmrtila 384 Ukrajincev.
Za poljsko-ukrajinske družine je  običajno veljalo navodilo UPA, da mora zakonec ubiti svojega poljskega partnerja in otroke, rojene v tem zakonu. Ljudje, ki niso hoteli izpolniti takega ukaza, so bili pogosto umorjeni, skupaj z njihovo celo družino.
Po ukrajinskih virih je oktobra 1943 volinska delegacija poljske vlade ocenila število poljskih žrtev v okrožjih Sarny, Kostopol, Równe in Zdołbunów na več kot 15.000. Timothy Snyder ocenjuje, da so julija 1943 akcije UPA v Voliniji povzročile smrt najmanj 40.000 poljskih civilistov. Marca 1944 je bilo ubitih dodatnih 10.000 civilistov v Galiciji. Poboji so sprožili beg 200.000 Poljakov na zahod pred septembrom 1944 in 800.000 pozneje.

### Samoobramba
Pokoli so aprila 1943 spodbudili Poljake, da so se začeli samoobrambno organizirati. Leta 1943 je bilo v Voliniji ustanovljenih 100 takšnih organizacij, ki so včasih dobile orožje od Nemcev, včasih pa so jim Nemci orožje zaplenili in aretirali voditelji. Mnogo organizacij ni vzdržalo pritiska UPA in so bile uničene. Obdržale so se le največje, ki jim je uspelo dobiti pomoč poljske Domovinske armade ali  sovjetskih partizanov. Kazimierz Bąbiński, poveljnik Zveze za oborožen boj – volinskega domobranstva, je v svojem ukazu partizanskim enotam  zapisal:
»Prepovedujem uporabo metod, ki jih uporabljajo ukrajinski mesarji. V maščevanju ne bomo požigali ukrajinskih domačij in ubijali ukrajinskih žensk in otrok. Samoobrambna mreža se mora zaščititi pred agresorji ali napasti agresorje, miroljubno prebivalstvo in njihovo posest pa pustiti pri miru.«
— Luboń
Domovinska vojska je 20. julija 1943 pozvala poljske samoobrambne enote, naj se postavijo pod njeno poveljstvo. Deset dni pozneje je razglasila neodvisnost ukrajinskih ozemelj s pobitim poljskim prebivalstvom in pozvala h koncu umorov civilistov.
Poljske samoobrambne organizacije so začele poleti 1943 izvajati maščevalne poboje ukrajinskih civilistov, ki s poboji Poljakov niso imeli nobene zveze. Dokaz maščevanj je pismo lokalni poljski samoobrambi z datumom 26. avgust 1943, v katerem je poveljnik AK Kazimierz Bąbiński kritiziral požig sosednjih ukrajinskih vasi, ubijanje vseh Ukrajincev, na katere so naleteli, in ropanje njihovega premoženja. Skupno število ukrajinskih civilistov, ki so jih Poljaki ubili v maščevalnih dejanjih v Voliniji, je ocenjeno na 2.000–3.000.
Januarja 1944 je bila ustanovljena 27. pehotna divizija Domovinske amade z nalogo, da se bori proti UPA in nato proti Wehrmachtu.

### Vpletenost Nemcev
Nemci so dejavno spodbujali konflikt, neposrednim akcijam pa so se poskušali izogniti. Posebne nemške enote, sestavljene iz kolaboracionistične ukrajinske in pozneje poljske pomožne policije, so v Voliniji izvajale podobne akcije in nekatere zločine pripisale Domovinski armada ali UPA.
Po besedah Jurija Kiričuka so Nemci dejavno ščuvali obe sprti strani eno proti drugi. Erich Koch, Reichskommissar Ukrajine, je nekoč izjavil:
»Narediti moramo vse, kar je v naši moči, da bi bil Poljak, ki sreča Ukrajinca, pripravljen ubiti njega in obratno, da bi bil Ukrajinec pripravljen ubiti Poljaka.«
Kiričuk citira nemškega komisarja iz Sarna, ki je takole odgovoril na poljske pritožbe:
»Vi hočete Sikorskega, Ukrajinci hočejo Bandero. Borite se med seboj.«
Nemci so ukrajinske policaje, ki so dezertirali iz nemške službe, zamenjali s poljskimi. Motivi Poljakov za pridružitev so bili lokalni in osebni: braniti se ali maščevati grozodejstva UPA. Nemška politika je zahtevala poboj družine vsakega ukrajinskega policista, ki je dezertiral, in uničenje vasi vsakega ukrajinskega policista, ki je dezertiral s svojim orožjem. Ta povračilna dejanja so izvajali na novo rekrutirani poljski policisti. Poljsko sodelovanje v nemški policiji se je začelo po napadih UPA na poljska naselja, vendar je ukrajinskim nacionalistom zagotovilo uporabne vire propagande in se uporabilo kot utemeljitev za očiščevalne akcije. Vodja OUN-B je povzel stanje avgusta 1943 z besedami, da nemška uprava  »v svojih destruktivnih akcijah uporablja Poljake, ki jih v odgovor  neusmiljeno uničimo«. Ukrajinska policija je kljub dezerterstvom marca in aprila 1943 ostala v veliki meri neokrnjena. Ukrajinci in Ukrajinci v nemški službi so nadaljevali pacifikacijo poljskih in drugih vasi.
25. avgusta 1943 so nemške oblasti vsem Poljakom ukazale, naj zapustijo vasi in naselja ter se preselijo v večja mesta.
Sovjetske partizanske enote na tem območju so bile seznanjene s poboji. 25. maja 1943 je poveljnik sovjetskih partizanskih sil območja Rivne v svojem poročilu štabu poudaril, da ukrajinski nacionalisti na Poljake niso streljali, temveč so jih sekali z noži in sekirami, ne glede na starost in spol.

## Število žrtev
Razpon ocen števila žrtev je zelo širok in ga je treba obravnavati s precejšnjo previdnostjo. Mamljivo je zmanjšati razliko med visokimi in nizkimi ocenami ali uporabiti največje število civilnih žrtev za trditev o etničnem čiščenju ali celo genocidu. Glede na veliko število poljskih in ukrajinskih žrtev v primerjavi s skupnim številom Poljakov in Ukrajincev, ki so živeli v regiji Kholm, zahodni Voliniji in vzhodni Galiciji, je ta poljsko-ukrajinska vojna predstavljala obsežen in srdit etnonacionalni spopad in prizadevanje obeh OUN-B/UPA in Domovinske armade, da izženejo sonarodnjake druge strani. Obe strani sta zmagovali in izgubljali in obe izvajali grozodejstva nad civilisti.

### Poljske žrtve
Število smrtnih žrtev med civilisti, umorjenimi med poboji v Voliniji, še vedno preiskujejo. UPA je tam ubila vsaj 10 % etničnih Poljakov, kar pomeni približno 1% predvojnega prebivalstva Poljakov na ozemljih, kjer je delovala UPA, in 0,2% celotnega etnično poljskega prebivalstva v Ukrajini in na Poljskem". Łossowski poudarja, da dokumentacija še zdaleč ni prepričljiva, saj v številnih primerih ni preživel nihče, ki bi kasneje lahko pričal.
Sovjetska in nemška invazija na predvojno vzhodno Poljsko, poboji UPA in povojni sovjetski izgoni Poljakov so prispevali k dejanski odpravi poljske prisotnosti v regiji. Tisti, ki so ostali, so zapustili Volinjo in odšli večinoma v sosednje Lublinsko vojvodstvo. Po vojni so preživele preselili tudi na zahod v Spodnjo Šlezijo. Poljske sirote iz Volinije so namestili v več sirotišnicah. Največja med njimi je bila v okolici Krakova. Več nekdanjih poljskih vasi v Voliniji in vzhodni Galiciji ne obstaja več, tiste, ki so ostale, pa so v ruševinah.
Poljski Inštitut za nacionalni spomin ocenjuje, da so ukrajinski nacionalisti ubili 100.000 Poljakov: 40.000–60.000 v Voliniji, 30.000–40.000 v vzhodni Galiciji in najmanj 4.000 v Malopoljski, vključno z do 2.000 v Helminski regiji. Za vzhodno Galicijo se druge ocene gibljejo med 20.000 in 25.000 in 25.000 in 30.000–40.000. Niall Ferguson je skupno število poljskih žrtev v Voliniji in Vzhodni Galiciji ocenil med 60.000 in 80.000, G. Rossolinski-Liebe na  70.000–100.000, in 
John P. Himka na 100.000. Po mnenju Grzegorza Motyke je bilo od leta 1943 do 1945 na vseh ozemljih, ki jih je zajel spopad, ubitih približno 100.000 Poljakov.
Po mnenju ukrajinskega politologa Ivana Kačanovskega je bilo ubitih med 35.000 in 60.000 Poljakov, pri čemer meni, da je »spodnja meja ocen [35.000] bolj zanesljiva kot višje ocene, ki temeljijo na predpostavki, da je bila za poljsko prebivalstvo v regiji nekajkrat manjša verjetnost, da bo umrlo zaradi nacistične genocidne politike v primerjavi z drugimi regijami Poljske in v primerjavi z ukrajinskim prebivalstvom Volinije«.
Vladislav Siemaszko in njegova hči Eva sta dokumentirala 33.454 poljskih žrtev, od katerih jih je 18.208 znanih po priimkih. Julija 2010 je Eva povečala število na 38.600 dokumentiranih žrtev, od katerih jih je 22.113 znanih po priimkih.  Na prvi skupni poljsko-ukrajinski konferenci v Podkovi Leśni, ki jo je 7. in 9. junija 1994 organiziral center Karta, in poznejših poljsko-ukrajinskih srečanjih zgodovinarjev s skoraj 50 poljskimi in ukrajinskimi udeleženci, je bila sprejeta ocena 50.000 smrtnih žrtev Poljakov v Voliniji in se štela za zmerno. Po sociologu Piotrowskem so akcije UPA v Volinskem vojvodstvu povzročile 68.700 smrti. Per Anders Rudling meni, da je UPA na tem ozemlju ubila 40.000–70.000 Poljakov. Nekatere ekstremne ocene omenjajo število 300.000, v katero so vključeni tudi polonizirani Armenci, ubiti v pobojih, na primer v Kutyju. Študije iz leta 2011 navajajo 91.200 potrjenih smrti, od katerih je 43.987 znanih poimensko.

### Ukrajinske žrtve
Po začetku pobojev so se nanje odzvale poljske samoobrambne enote.
Vsi konflikti so se končali s poljskim maščevanjem nad ukrajinskimi civilisti. A. Rudling ocenjuje ukrajinske žrtve v Voliniji zaradi poljskega maščevanja na 2.000–3.000 oseb.  G. Rossolinski-Liebe ocenjuje število Ukrajincev, ki so jih Poljaki ubili med drugo svetovno vojno in po njej, na 10.000–20.000. V število so razen civilistov všteti tudi pripadniki OUN-UPA. Po Kataryni Wolczuk je bilo na vseh območjih, ki jih je prizadel konflikt, število ukrajinskih žrtev med letoma 1943 in 1947 od 10.000 do 30.000. Po mnenju Motyke, avtorja temeljne monografije o UPA, ocene o 30.000 ukrajinskih žrtvah niso podprte. Motyka ocenjuje,  da je bilo v Voliniji ubitih 2.000–3.000 Ukrajincev,  na ozemljih spopadov od leta 1943 do 1947 pa 10.000–15.000 Ukrajincev. Večina Ukrajincev je bila ubita  znotraj povojnih poljskih meja. V število 8.000–10.000 je vštetih 5.000–6.000 Ukrajincev, ubitih v letih 1944–1947.
Zgodovinar Timothy Snyder trdi, da je UPA ubila približno enako število Poljakov in Ukrajincev, ker je ubijala tudi lokalne Ukrajince, ki se niso strinjali z njihovo obliko nacionalizma, in jih je štela za izdajalce.

## Odgovornost
Organizacija ukrajinskih nacionalistov (OUN), katere oboroženo krilo je bila Ukrajinska vstajniška vojska, je promovirala odstranitev, po potrebi tudi s silo, Neukrajincev iz družbene in gospodarske sfere bodoče ukrainske države.
Organizacija ukrajinskih nacionalistov je leta 1929 sprejela Deset zapovedi ukrajinskih nacionalistov, ki so se jih morali držati vsi njeni člani. Zapisali so: »Ne obotavljajte se izvajati najnevarnejših dejanj« in »S sovražniki svojega naroda ravnajte s sovraštvom in brezobzirnostjo«.
Odločitev o etničnem čiščenju območja vzhodno od reke Bug je sprejela Ukrajinska uporniška vojska v začetku leta 1943. Marca 1943 je OUN-B, natančneje Mikola Lebed, uvedla skupno smrtno obsodbo vseh živečih Poljakov na nekdanjem vzhodu Druge poljske republike. Nekaj mesecev kasneje so lokalne enote UPA dobile navodilo, naj kmalu zaključijo operacijo. Po mnenju Timothyja Snyderja je bilo etnično čiščenje Poljakov izključno delo skrajne banderovske frakcije OUN, ne pa njene Melnikove frakcije ali drugih ukrajinskih političnih ali verskih organizacij. Poljski preiskovalci trdijo, da se je osrednje vodstvo OUN-B februarja 1943 odločilo pregnati vse Poljake iz Volinije, da bi v povojnem obdobju pridobilo »etnično čisto ozemlje«. Med tistimi, ki so stali za odločitvijo, so poljski preiskovalci izpostavili Dmitra Kljačkivskega, Vasila Ivakova, Ivana Litvinčuka in Petra Olinika.
Taras Bulba-Borovec, ustanovitelj Ukrajinske vstajniške vojske, je kritiziral napade takoj, ko so se začeli:
»Sekira in šiba sta se zagnali. Cele družine so poklane in obešene, poljska naselja pa zažgana. »Možje s sekirami« na svojo sramoto koljejo in obešajo nemočne ženske in otroke.... Ukrajinci s takšnim delom ne le delajo uslugo SD [nemški varnostni službi], temveč se v očeh sveta predstavljajo kot barbari. Upoštevati je treba, da bo Anglija v tej vojni zagotovo zmagala in bo s temi »sekiricami« ter linčevalci in podžigalci ravnala kot z agenti v službi hitlerjevskega kanibalizma in ne kot s poštenimi borci za svojo svobodo, ne kot z državotvorci.«
Po besedah tožilca Piotra Zająca je Poljski inštitut za nacionalni spomin leta 2003 v svoji preiskavi obravnaval tri mogoče različice dogodkov:
- Ukrajinci so sprva nameravali pregnati Poljake, vendar so dogodki čez čas ušli iz rok.
- Odločitev o iztrebljanju Poljakov je prišla neposredno iz štaba OUN-UPA.
- Odločitev o iztrebljanju Poljakov je mogoče pripisati nekaterim voditeljem OUN-UPA v času notranjega konflikta v organizaciji.

Inštitut je zaključil, da je najverjetnejša druga različica.

## Sprava
Vprašanje uradnega priznanja etničnega čiščenja ostaja predmet razprav med poljskimi in ukrajinskimi zgodovinarji in političnimi voditelji. Slednji si še naprej  prizadevajo doseči spravo med Poljaki in Ukrajinci glede the dogodkov. Poljska stran je naredila korak k spravi, ko je predsednik Aleksander Kwaśniewski leta 2002 izrazil obžalovanje zaradi programa preseljevanja, znanega kot Operacija Visla: 
»Zloglasna Operacija Visla je simbol gnusnih dejanj, ki so jih komunistične oblasti zagrešile proti poljskim državljanom ukrajinskega porekla. Argument, da je bila Operacija Visla maščevanje za poboje Poljakov s strani Ukrajinske vstajniške vojske v letih 1943–1944, je zmoten in etično nedopusten. Nedopustno je tudi sklicevanje na načelo kolektivne odgovornosti.«
Ukrajinska vlada opravičila še ni objavila.
11. julija 2003 sta se predsednika Aleksander Kwaśniewski in Leonid Kučma udeležila slovesnosti, ki je potekala v volinski vasi Pavlivka (prej znana kot Poryck), kjer sta odkrila spomenik spravi. Poljski predsednik je dejal, da je nepravično za ta teroristična dejanja kriviti celoten ukrajinski narod: 
»Ukrajinskega naroda ni mogoče kriviti za pokol poljskega prebivalstva. Ni narodov, ki bi bili krivi... Odgovornost za zločine vedno nosijo konkretni ljudje.«
Leta 2017 so ukrajinski politiki prepovedali ekshumacijo posmrtnih ostankov poljskih žrtev v Ukrajini, ki jih je ubila UPA kot maščevanje za poljsko rušenje nezakonitega spomenika UPA v vasi Hruszowice.
Leta 2018 je poljski predsednik Andrzej Duda zavrnil udeležbo na skupni slovesnosti v spomin na 75. obletnico pokolov z ukrajinskim predsednikom Petrom Porošenkom in je namesto tega odpotoval v Lutsk, kjer je bil  organiziran ločen dogodek.

## Klasifikacija kot genocid
Zgodovinar Per Anders Rudling pravi, da cilj OUN-UPA ni bil iztrebljenje Poljakov, temveč etnično očiščenje regije, da bi dosegli etnično homogeno državo. Cilj je bil torej preprečiti ponovitev dogodkov iz let 1918–1920, ko je Poljska zatrla ukrajinsko neodvisnost in z vojsko poskušala obnoviti Poljsko republiko v mejah pred letom 1939.
Po besedah Ivana Katchanovskega množičnih pobojev Poljakov v Voliniji s strani UPA ni mogoče opredeliti kot genocid, ker ni dokazov, da je UPA nameravala uničiti celotne ali pomembne dele poljskega naroda. Akcije UPA so  bile večinoma omejene na relativno majhno območje, število ubitih Poljakov pa je bilo precej majhen delež predvojnega poljskega prebivalstva tako na ozemljih, kjer je delovala UPA, kot celotnega poljskega prebivalstva na Poljskem in v Ukrajini.
Grzegorz Rossoliński-Liebe, ki je napisal znanstveno biografijo o Stepanu Banderi, trdi, da so bili poboji etnično čiščenje in ne genocid. Rossoliński-Liebe v tem kontekstu vidi »genocid« kot besedo, ki se včasih uporablja v političnih napadih na Ukrajino.
Po Jaredu McBridu, ki je leta 2016 pisal v Slavic Review, obstaja »strokovno soglasje, da je šlo za etnično čiščenje in ne za genocid«.

### Poljsko stališče
Zgodovinar Grzegorz Motyka, strokovnjak za poljsko-ukrajinska vprašanja, trdi, da »čeprav je bila protipoljska akcija etnično čiščenje, ustreza tudi definiciji genocida«
Inštitut za nacionalni spomin je preiskoval zločine UPA nad Poljaki v Voliniji, Galiciji in predvojnem Lublinskem vojvodstvu ter zbral več kot 10.000 strani dokumentov in protokolov. Tožilec komisije Piotr Zając je poboje opisal kot dejanja, ki imajo značilnosti genocida: »Ni dvoma, da imajo zločini, storjeni nad ljudmi poljske narodnosti, značaj genocida«.  Inštitut za nacionalni spomin je objavil dokument z naslednjo vsebino: 
»Pokoli v Voliniji imajo vse značilnosti genocida, navedene v Konvenciji ZN o preprečevanju in kaznovanju zločina genocida iz leta 1948, ki opredeljuje genocid kot dejanje, "storjeno z namenom, da se v celoti ali delno uniči narodno, etnično, rasno ali versko skupino kot tako".«
Sejm (parlament) Republike Poljske je 15. julija 2009 soglasno sprejel resolucijo o »tragični usodi Poljakov na vzhodni meji«. Besedilo resolucije navaja, da julija 2009 mineva 66 let od »začetka protipoljskih akcij Organizacije ukrajinskih nacionalistov in Ukrajinske uporniške armade na poljskih vzhodnih ozemljih - množičnih umorov, za katere je značilno etnično čiščenje z značilnostmi  genocida«. 22. julija 2016 je Sejm sprejel resolucijo, s katero je 11. julij razglasil za nacionalni dan spomina na žrtve genocida nad državljani Poljske republike, ki so ga zagrešili ukrajinski nacionalisti, in poboje uradno označil za genocid.
Številni poljski znanstveniki so poboje v Volinji označili za hujše od nacističnih ali sovjetskih grozodejstev v smislu njihove brutalnosti. Drugi, vključno z Waldemarjem Rezmerjem, za opis pokolov uporabljajo besedo »zagłada«, ki se je v prvotnem pomenu uporabljala kot »končna rešitev«.

### Ukrajinsko stališče
V Ukrajini dogodke imenujejo »volinska tragedija«. Obravnava v učbenikih je kratka in/ali leporečna.  Nekateri ukrajinski zgodovinarji sprejemajo klasifikacijo genocida, vendar trdijo, da je šlo za »dvostranski genocid« in da je bila Domovinska armada odgovorna za enakovredne zločine proti ukrajinskim civilistom.
Številni Ukrajinci so poljsko resolucijo iz leta 2016 razumeli kot »protiukrajinsko gesto« v kontekstu poskusov Vladimirja Putina, da bi vprašanje Volinije uporabil za razdor med Poljsko in Ukrajino v kontekstu rusko-ukrajinske vojne. Septembra 2016 je Vrhovna rada (ukrajinski parlament) sprejela resolucijo, ki obsoja »enostransko politično oceno zgodovinskih dogodkov« na Poljskem.  Po besedah ukrajinskega zgodovinarja Andrija Portnova so opredelitev kot genocid močno podprli Poljaki, ki so bili izgnani z vzhoda, in deli poljske desničarske politike.

## Prikaza v filmu
Leta 2009 je bil za Poljsko televizijo posnet poljski zgodovinski dokumentarni film Było sobie miasteczko... (Bilo je mesto...) producenta Adama Kruka, ki pripoveduje zgodbo o pokolu v  Kisielinu.
Poboji Poljakov v Voliniji so bili prikazani tudi v filmu Volinija, posnetem v režiji poljskega scenarista in režiserja Wojciecha Smarzowskega.